# Archosargus probatocephalus
Archosargus probatocephalus е вид бодлоперка от семейство Sparidae. Възникнал е преди около 3,6 млн. години по времето на периода неоген. Видът не е застрашен от изчезване.

## Разпространение и местообитание
Разпространен е в Аруба, Белиз, Бразилия, Венецуела, Гватемала, Гвиана, Гренада, Канада, Колумбия, Коста Рика, Мексико, Никарагуа, Панама, САЩ, Суринам, Тринидад и Тобаго, Френска Гвиана и Хондурас.
Среща се на дълбочина от 15 до 143,5 m, при температура на водата от 9,2 до 26,7 °C и соленост 33 – 36,3 ‰.

## Описание
На дължина достигат до 91 cm, а теглото им е максимум 9630 g.
Продължителността им на живот е около 20 години.